# Франкофония (фильм)
«Франкофо́ния» (фр. Francofonia) — французский документально-игровой фильм, снятый Александром Сокуровым. Премьера фильма состоялась на Венецианском кинофестивале 2015 года.
В центре сюжета — Лувр во время оккупации Франции нацистами и спасение коллекций государственных музеев Франции от разграбления.

## Концепция картины
Картина представляет собой смесь документального и игрового кино с использованием компьютерной графики, показом фотографий и хроники, восстановлением исторических и псевдоисторических событий с помощью игры актёров и обработкой изображения под старину. Часто видеоряд и звуковой ряд не соответствуют друг другу, например в некоторых сценах звучат звуки и голоса героев, ранее появлявшихся в параллельных эпизодах. Также персонажи прошлого иногда появляются не в своё время, что характерно для другой «музейной» кинокартины Сокурова — «Русский ковчег».

## Сюжет
Действие происходит в двух основных временных зонах — в настоящее время и в 1940 году.
В наше время автор кинокартины, он же рассказчик — Александр Сокуров — у себя дома общается по интернет-связи с капитаном грузового корабля Дрейком, везущим контейнеры с музейными предметами. Судно начинает терпеть крушение из-за бури. На протяжении всей картины будут появляться режиссёр-рассказчик и, через видеосвязь, капитан Дрейк, судно которого всё ближе к гибели. Когда в картине будут демонстрироваться морской шторм и потоп на корабле, они будут демонстрироваться с качеством изображения, будто всё снято веб-камерой личного компьютера капитана. События в 1940 году повествуют о встрече в Париже двух людей — немецкого генерала графа Метерниха (фр. Franz von Wolff-Metternich) и директора музеев Франции — Жака Жожара. Граф Метерних по приказу нацистского правительства должен вернуть коллекции Лувра из мест временного хранения. Жак Жожар холоден. Он не противится врагу, однако постепенно находит у Метерниха понимание и это спасает великую коллекцию — граф оттягивает время, придумывая поводы не вывозить коллекцию из тех замков, в которые она спрятана на время войны. Режиссёр-рассказчик, по ходу картины обсуждающий её с кинозрителями (Сокуров напрямую обращается к зрителям), задаёт большое количество вопросов об истории прошлого и будущего и, почти ни на один из них не отвечает: ответом является — или не является — видеоряд, идущий параллельно его словам.

## Признание
| Награды и номинация фильма «Франкофония» | Награды и номинация фильма «Франкофония» | Награды и номинация фильма «Франкофония»               | Награды и номинация фильма «Франкофония» | Награды и номинация фильма «Франкофония» | Награды и номинация фильма «Франкофония» |
| год                                      | Награда                                  | Категория                                              | Номинант                                 | Результат                                |                                          |
| ---------------------------------------- | ---------------------------------------- | ------------------------------------------------------ | ---------------------------------------- | ---------------------------------------- | ---------------------------------------- |
| 2015                                     | 72-й Венецианский кинофестиваль          | «Золотой лев»                                          | Александр Сокуров                        | Номинация                                |                                          |
| 2015                                     | 72-й Венецианский кинофестиваль          | Награда Mimmo Rotella                                  | Александр Сокуров                        | Победа                                   |                                          |
| 2015                                     | 72-й Венецианский кинофестиваль          | Награда Fedeora за лучший евро-средиземноморский фильм | Александр Сокуров                        | Победа                                   |                                          |

Также фильм был представлен на международных кинофестивалях в Торонто и Лондоне.
Картина «Франкофония» была фильмом открытия 9-го фестиваля российских фильмов «Спутник над Польшей» и V фестиваля кино России и других стран СНГ в Тбилиси. XXV международный фестиваль «Послание к человеку» в Санкт-Петербурге завершился показом «Франкофонии». Фильм участвовал во вненконкурсной программе Минского международного фестиваля «Лістапад». На 7-м Одесском международном кинофестивале в июле 2016 года «Франкофония» была показана в рубрике «Фестиваль фестивалей».